# Ghale Ghurine
Ghale Ghurine – wieś w Iranie, w ostanie Azerbejdżan Zachodni, w szahrestanie Szahin Deż. W 2006 roku liczyła 80 mieszkańców.